# Aero A.38
Dimensions
L'Aero A.38 est un biplan de transport pour 8 passagers apparu en 1928. Il associait un fuselage dérivé de celui du moderne A.35 avec une cellule biplane dérivée de celle du A.23. Cet appareil fut utilisé par la compagnie tchèque CSA et la Compagnie internationale de navigation aérienne (CIDNA).

## Aero A.38-1
6 appareils à moteur Bristol Jupiter pour la compagnie CSA [L-BACA/E puis OK-ACA/E].

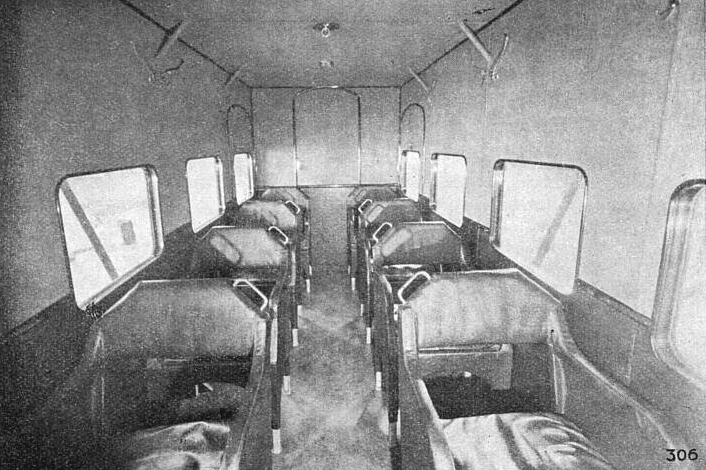
Intérieur de la cabine d'un Aero A-38 de CSA (novembre 1929).

## Aero A.38-2
2 appareils à moteur Gnome-Rhône Jupiter pour la compagnie CIDNA [F-AJLF/G, ex L-BACF/G].